# Tree (commande)

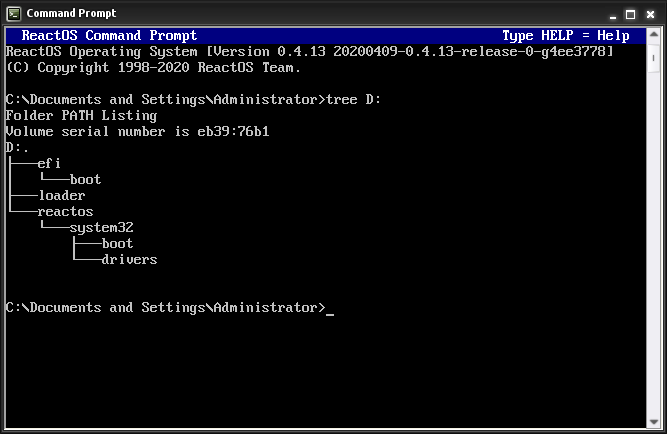
tree

En informatique, tree (arbre en anglais) est un ordre interactif reconnu par l'interpréteur de commandes des systèmes Unix, Linux, DOS et Windows qui affiche les dossiers présent sur un disque ou un support mémoire sous forme d'arborescence.